# Les Enfants du village de Noisy
Pour plus de détails, voir Fiche technique et Distribution.
Les Enfants du village de Noisy (titre original suédois : Alla vi barn i Bullerbyn) est un long métrage suédois réalisé par Lasse Hallström, sorti au cinéma en Suède en 1986. 
C'est un long métrage en prises de vues réelles pour la jeunesse, adapté des fictions radiophoniques et des livres de la romancière suédoise Astrid Lindgren. Il a pour suite Mer om oss barn i Bullerbyn.

## Fiche technique
- Titre français : Les Enfants du village de Noisy
- Titre original : Alla vi barn i Bullerbyn
- Réalisation : Lasse Hallström
- Pays d'origine :  Suède
- Langue : suédois
- Format : couleur
- Son : Dolby
- Durée : 90 minutes
- Dates de sortie : 
  -  Suède : 6 décembre 1986

## Distribution
- Anna Sahlene : Anna
- Henrik Larsson : Bosse
- Linda Bergström (sv) : Lisa (narratrice)
- Crispin Dickson Wendenius : Lasse
- Ellen Demérus : Britta
- Tove Edfeldt : Kerstin
- Harald Lönnbro : Olle
- Sören Petersson : Norrgårds-Erik
- Ann-Sofie Knape : Norrgårds-Greta
- Ingwar Svensson : Mellangårds-Anders
- Elisabeth Nordkvist : Mellangårds-Maja
- Bill Jönsson : Sörgårds-Nisse
- Catti Edfeldt : Sörgårds-Lisa
- Louise Raeder : pigan Agda
- Peter Dywik : drängen Oskar
- Sigfrid Eriksson : farfar
- Olof Sjögren : skomakare Snäll
- Ewa Carlsson : lärarinnan
- Lasse Ståhl : handlaren
- Willy Turesson : Johan i kvarnen